# 38cm houfnice M 16

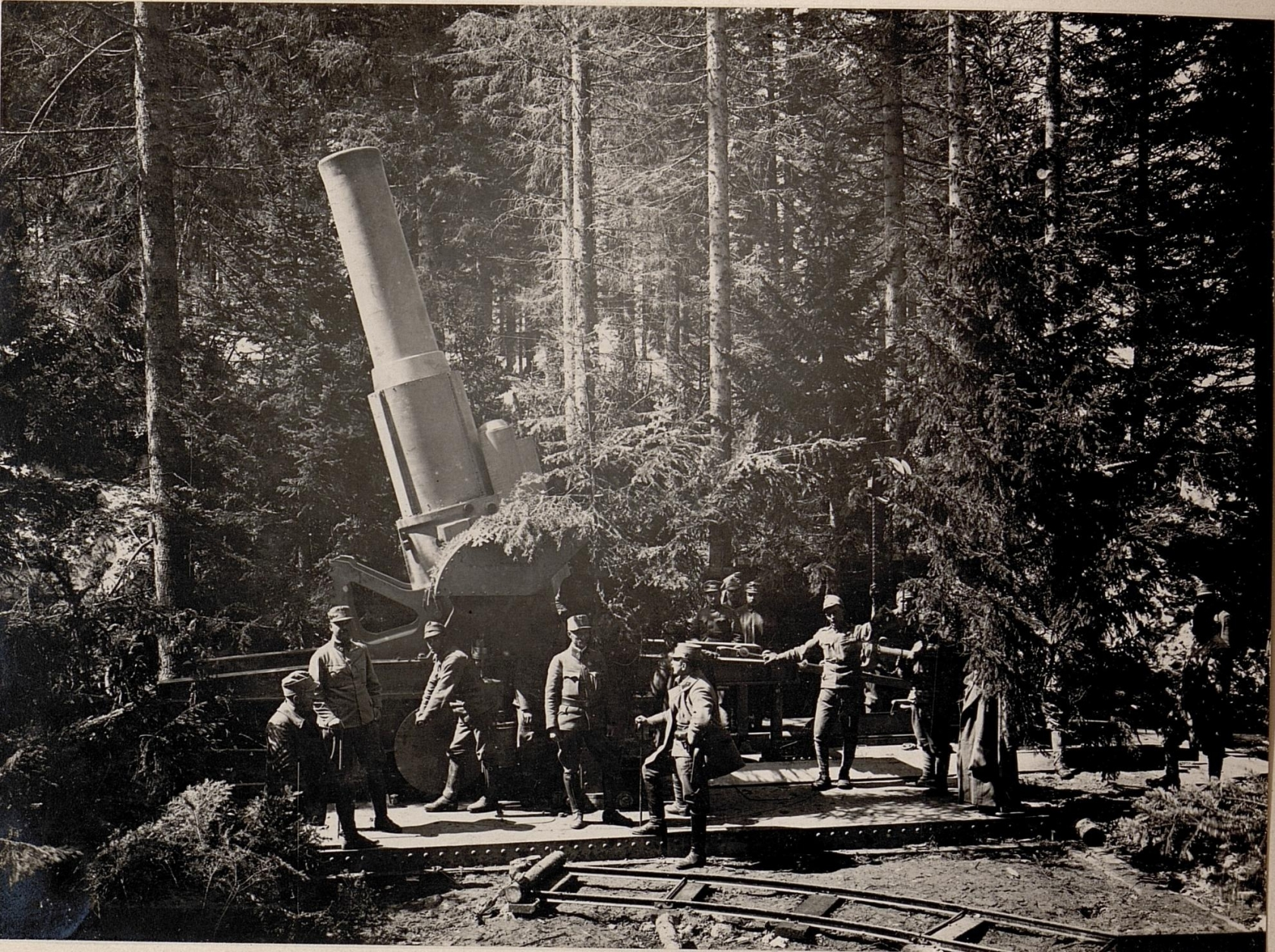
38cm houfnice M16

38cm houfnice M 16 byla rakousko-uherská těžká obléhací houfnice užívaná v první světové válce.
Její vývoj začal v dubnu 1915 roku ve firmě Škoda Plzeň. V lednu roku 1916 se konaly zkoušky prototypu, téhož roku byly armádě předány 2 kusy – Gudrun a Barbara. Zbraň má některé konstrukční prvky shodné s 24 cm těžkým kanónem vz. 16.
Jednalo se o zbraň, která mohla být pro přepravu demontována na čtyři kusy. Houfnice se přepravovala na větší vzdálenosti po železnici a do palebného postavení se přesouvala pomocí benzino-elektrického vlaku.
Celkem bylo vyrobeno do konce války 10 kusů a do dnešního dne se zachovaly 2 kusy, jeden je v muzeu ve Vídni, druhý v muzeu v Bukurešti.

## Technické údaje
- Výrobce: Škoda Plzeň
- Výroba: 1916–1918
- Vyrobeno kusů: 10
- Hmotnost: 81.700 kg
- Délka: 6,48 m
- Hmotnost náboje: 750 kg
- Ráže: 380 mm
- Odměr: 40°–75°
- Náměr: 360°

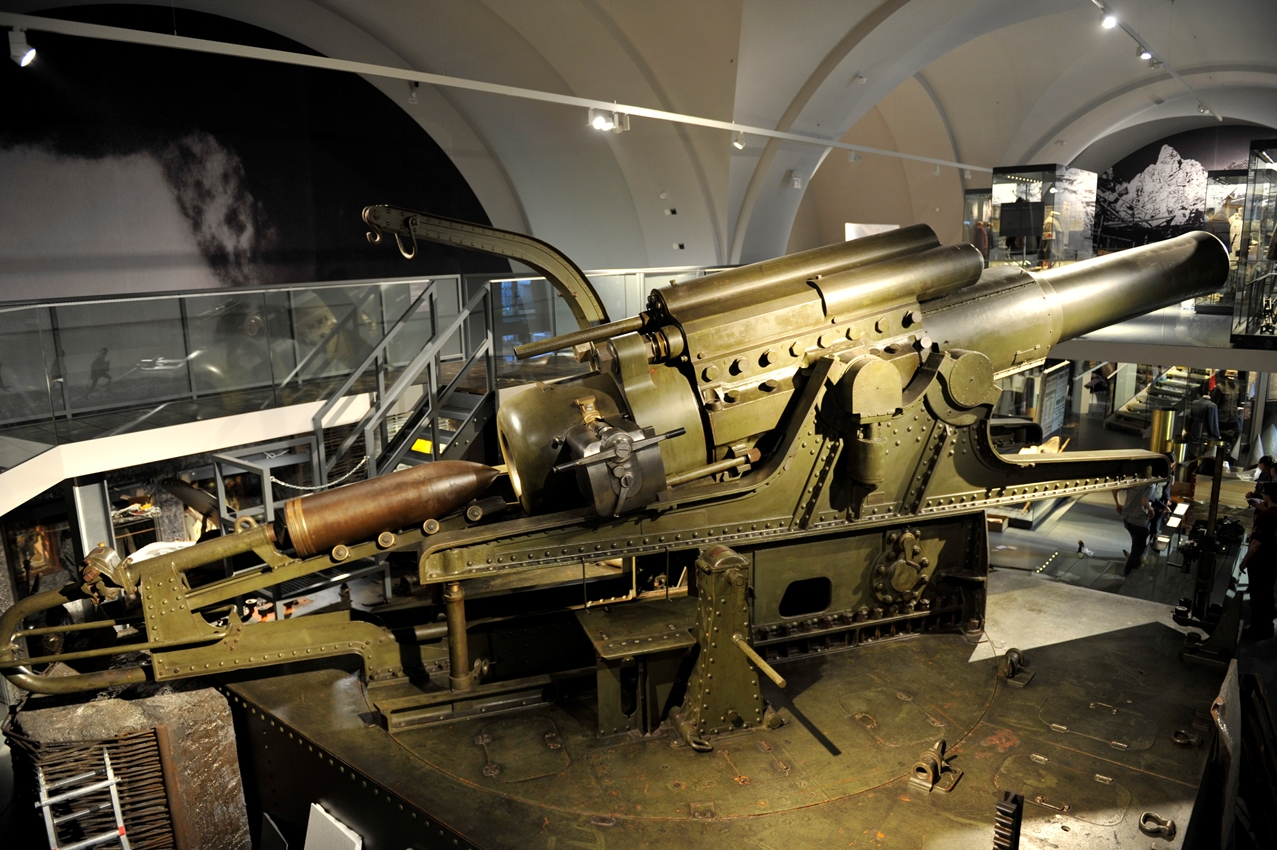
Houfnice ve Vídeňském muzeu

- Rychlost střelby: 1 výstřel za 5 minut
- Dostřel: 15 km

### Literární tvorba
- Herbert Gantschacher Viktor Ullmann - Svědek a oběť apokalypsy 1914–1944. Archiv hlavního města, Prahy 2015, ISBN 978-80-86852-62-1.